# Caiundo
Caiundo – miasto w Angoli, w prowincji Cuando-Cubango.